# Luciano Zauri
Luciano Zauri (ur. 20 stycznia 1978 w Pescinie) – włoski piłkarz występujący na pozycji obrońcy.

## Kariera klubowa
Pierwszym profesjonalnym klubem Luciano Zauriego była Atalanta BC, balansująca między Serie A a Serie B. W Bergamo Włoch spędził prawie osiem lat z roczną przerwą na grę w Chiewo Werona. Rozegrał tam 177 spotkań strzelając dwa gole. Gdy w 2003 roku Atalanta spadła z ligi, Zauri razem z klubowym kolegą Ousmane Dabo dołączył do rzymskiego S.S. Lazio. Tam pełnił rolę kapitana, ale 18 lipca 2008 roku przeszedł na wypożyczenie z opcją pierwokupu (3 mln €) do Fiorentiny. 10 lipca 2009 roku został natomiast wypożyczony do Sampdorii. Po sezonie wrócił do Lazio, jednak ponownie został wypożyczony do Sampdorii.
| Sezon   | Klub           | Kraj   | Flaga  | Rozgrywki | Mecze | Bramki |
| ------- | -------------- | ------ | ------ | --------- | ----- | ------ |
| 1995/96 | Atalanta BC    | Włochy | Włochy | Serie A   | 0     | 0      |
| 1996/97 | Atalanta BC    | Włochy | Włochy | Serie A   | 2     | 0      |
| 1997/98 | Chievo         | Włochy | Włochy | Serie B   | 24    | 0      |
| 1998/99 | Atalanta BC    | Włochy | Włochy | Serie B   | 27    | 0      |
| 1999/00 | Atalanta BC    | Włochy | Włochy | Serie B   | 32    | 0      |
| 2000/01 | Atalanta BC    | Włochy | Włochy | Serie A   | 27    | 1      |
| 2001/02 | Atalanta BC    | Włochy | Włochy | Serie A   | 33    | 1      |
| 2002/03 | Atalanta BC    | Włochy | Włochy | Serie A   | 32    | 0      |
| 2003/04 | S.S. Lazio     | Włochy | Włochy | Serie A   | 20    | 3      |
| 2004/05 | S.S. Lazio     | Włochy | Włochy | Serie A   | 21    | 0      |
| 2005/06 | S.S. Lazio     | Włochy | Włochy | Serie A   | 37    | 1      |
| 2006/07 | S.S. Lazio     | Włochy | Włochy | Serie A   | 36    | 0      |
| 2007/08 | S.S. Lazio     | Włochy | Włochy | Serie A   | 18    | 0      |
| 2008/09 | ACF Fiorentina | Włochy | Włochy | Serie A   | 18    | 1      |
| 2009/10 | UC Sampdoria   | Włochy | Włochy | Serie A   | 32    | 0      |
| 2010/11 | UC Sampdoria   | Włochy | Włochy | Serie A   | 13    | 0      |
| 2011/12 | S.S. Lazio     | Włochy | Włochy | Serie A   |       |        |

## Kariera reprezentacyjna
Zauri w latach 2001–2002 rozegrał pięć spotkań dla reprezentacji Włoch. Wcześniej zaliczył piętnaście występów w drużynach młodzieżowych.